# Браун, Эдвина
Эдвина Браун (англ. Edwina Brown; род. 1 июля 1978 года, Даллас, Техас, США) — американская  баскетболистка.

## Биография
Эдвина Браун родилась 1 июля 1978 года в городе Даллас (штат Техас), а училась немного южнее, в городе Локхарт, в одноимённой средней школе, в которой выступала за местную баскетбольную команду.
Выступала в женской национальной баскетбольной ассоциации. Была выбрана на драфте ВНБА 2000 года в первом раунде под общим третьим номером клубом «Детройт Шок». Играла на позиции атакующего защитника и лёгкого форварда. По окончании своей карьеры вошла в тренерский штаб родной команды NCAA «Техас Лонгхорнс». В последнее время работала ассистентом главного тренера студенческой команды «SMU Мустангс».